# Marcello Castellini
Marcello Castellini (Perugia, 2 gennaio 1973) è un dirigente sportivo ed ex calciatore italiano, di ruolo difensore.

## Caratteristiche tecniche
Impiegato per la maggior parte della carriera come difensore centrale, è stato schierato anche come terzino o esterno di centrocampo su entrambe le fasce. Era abile nell'anticipo e, grazie alla sua altezza, anche nel gioco aereo in fase difensiva.

## Carriera

### Gli inizi in C1 a Perugia
La sua carriera inizia nella squadra della sua città natale, il Perugia, con cui esordisce in prima squadra, in Serie C1, nella stagione 1990-1991. Castellini rimane in Umbria per quattro stagioni, l'ultima delle quali corredata con la vittoria del campionato e la conseguente promozione in Serie B.

### La prima parentesi a Parma
Nell'estate del 1994 viene ingaggiato dal Parma di Nevio Scala in Serie A che per averlo scambia la comproprietà di Marco Ferrante e sborsa 2 milioni e mezzo di lire. Il 13 settembre esordisce nelle coppe europee sostituendo Gianfranco Zola al minuto 83' nella sconfitta per 1 a 0 in casa del Vitesse in Coppa UEFA. Cinque giorni dopo esordisce in Serie A subentrando a Roberto Mussi al minuto 62' nella vittoria in casa per 2 a 1 contro il Cagliari. Alla fine della stagione il Parma si laurea campione d'Europa nella doppia finale contro la Juventus. Castellini gioca gli ultimi dieci minuti della gara di ritorno subentrando ad Alberto Di Chiara. In patria raggiunge il terzo posto in campionato e perde la finale di Coppa Italia in una riedizione della finale europea del mese precedente contro la Juventus. La stagione successiva, Castellini gioca soltanto 9 partite tutte in campionato. Conclude la sua avventura in terra emiliana dopo due stagioni con un totale di 28 presenze (17 in campionato, 7 in Coppa UEFA, 4 in Coppa Italia) corredate dalla vittoria della Coppa UEFA.

### Il ritorno al Perugia
Nel 1996 fa ritorno al Perugia neopromosso in Serie A. Con gli umbri segna il suo primo gol da professionista alla trentunesima giornata contro il Bologna nella vittoria ottenuta in casa per 5 a 1. A fine della stagione la squadra arriva sedicesima e retrocede in Serie B e Castellini chiude la sua seconda e ultima avventura a Perugia con un totale di 28 partite (27 in Serie A e 1 in Coppa Italia) quasi tutte da titolare.

### La prima avventura alla Sampdoria
Nell'estate del 1997 passa alla Sampdoria. Esordisce con i blucerchiati alla sesta giornata contro il Piacenza subentrando a Emanuele Pesaresi al minuto 56'. Conclude la sua prima stagione in Liguria con un totale di 22 presenze (20 in Serie A, 2 in Coppa Italia) giocate in gran parte nel ruolo di difensore centrale il nono posto in campionato che prevede la qualificazione alla Coppa Intertoto.
L'anno seguente viene invece impiegato principalmente come terzino sinistro. La squadra raggiunge la semifinale di Coppa Intertoto (Castellini gioca solo le prime due partite contro il Rimavská Sobota) e a fine stagione arriva sedicesima retrocedendo in Serie B.
Il terzo anno della sua prima avventura alla Sampdoria vede Castellini giocare per la prima volta nel campionato cadetto. Segna il suo secondo gol in carriera nel derby della lanterna del 22 ottobre. Alla fine della stagione la Sampdoria arriva al quinto posto a una sola lunghezza dal trio Atalanta, Brescia, Napoli e manca la promozione in Serie A per un soffio.
Il primo bilancio con i blucerchiati è di 80 presenze (47 in Serie A, 26 in Serie B, 5 in Coppa Italia, 2 in Coppa Intertoto) e una rete (in Serie B).

### La prima avventura al Bologna
Nell'estate del 2000 torna in massima serie per andare al Bologna dove viene impiegato quasi esclusivamente come difensore centrale.
Il primo anno gioca 27 partite (di cui 2 in Coppa Italia) corredate da un anonimo decimo posto in campionato.
Nella seconda stagione nel capoluogo emiliano, Castellini gioca 33 partite (di cui 3 in Coppa Italia) e la squadra arriva settima qualificandosi per la successiva edizione della Coppa Intertoto.
Nell'ultima stagione della sua prima avventura bolognese gioca 38 partite (di cui 6 in Coppa Intertoto e 1 in Coppa Italia 2002-2003) e perde la doppia finale di Coppa Intertoto contro gli inglesi del Fulham. A fine stagione, dopo l'undicesimo posto in Campionato lascia il Bologna con un bilancio di 98 presenze (86 in Serie A, 6 in Coppa Italia e Coppa Intertoto).

### Ritorno a Parma
Nell'estate 2003 Castellini resta in Emilia-Romagna e torna al Parma dopo sette anni dove torna anche a giocare la Coppa UEFA otto anni dopo la doppia finale vittoriosa contro la Juventus. Il 16 novembre, all'età di 30 anni e 318 giorni, esordisce in Nazionale subentrando al 55' a Fabio Cannavaro nell'amichevole vinta contro la Romania allo Stadio Del Conero di Ancona. Sarà la sua prima e unica presenza con gli Azzurri.
Nella seconda avventura a Parma viene utilizzato in prevalenza come difensore centrale ma anche come terzino (di solito a destra) e raccoglie un totale di 36 presenze (32 in Serie A, 3 in Coppa UEFA, 1 in Coppa Italia) condite dal quinto posto in Serie A e dall'uscita ai sedicesimi di Coppa UEFA per mano dei turchi del Gençlerbirliği Spor Kulübü.

### Ritorno alla Sampdoria
Dopo una sola stagione torna alla Sampdoria (stavolta in massima serie) per una cifra intorno agli 800.000 euro. Nella stagione 2004-2005 gioca 26 partite (di cui 2 in Coppa Italia). Alla terz'ultima giornata segna la rete del momentaneo vantaggio al minuto 25' nello scontro diretto per l'accesso alla successiva edizione della Champions League contro l'Udinese che pareggerà però con la rocambolesca autorete di Marco Pisano al minuto 36'. La squadra conclude il Campionato al quinto posto a un solo punto dai friulani che andranno così a giocare la successiva Champions League.
Nella stagione 2005-2006 Castellini indossa la fascia di capitano in due occasioni (il 21 dicembre nella sconfitta per 2 a 0 a Udine e nel pareggio casalingo per 1 a 1 contro il Cagliari del 2 aprile in cui segna di testa la rete del momentaneo vantaggio). Alla venticinquesima giornata segna la sua quinta e ultima rete in carriera nella vittoria per 4 a 2 contro il Messina. Alla fine della stagione si registrano 39 presenze (33 in Serie A, 3 in Coppa UEFA e 3 in Coppa Italia) condite da 2 reti che la rendono la sua miglior stagione in termini di gol. La squadra si classifica al dodicesimo posto in campionato ed esce alla fase a gironi in Coppa UEFA.

### Ritorno al Bologna
Dopo aver rifiutato la Lazio, il 14 giugno 2006 Castellini firma un contratto biennale che lo riporta nuovamente al Bologna in cadetteria. Alla prima stagione gioca 35 partite in Serie B e 2 partite in Coppa Italia tutte da titolare mentre la squadra si classifica settima.
La stagione successiva Castellini è fra i protagonisti con 36 presenze in campionato (e 2 in Coppa Italia) della promozione in Serie A dopo tre stagioni di purgatorio.
Nella stagione 2008-2009 Castellini perde il posto da titolare giocando solo 13 partite in campionato e 1 in Coppa Italia nella sconfitta per 2 a 0 in casa della Roma. Il 31 maggio 2009 chiude la sua carriera con la vittoria casalinga per 3 a 1 contro il Catania.
In carriera ha giocato 480 partite (di cui 279 in Serie A e 21 nelle coppe europee) segnando 5 reti (4 in Serie A, 1 in Serie B).

### Dopo il ritiro
Oggi ricopre l'incarico di Responsabile Tecnico del Centro Federale di Castenaso per conto della Federazione Italiana Giuoco Calcio.

## Statistiche

### Presenze e reti nei club
Statistiche aggiornate al termine della carriera da calciatore.
| Stagione         | Squadra          | Campionato       | Campionato | Campionato | Coppe nazionali | Coppe nazionali | Coppe nazionali | Coppe continentali | Coppe continentali | Coppe continentali | Totale | Totale |
| Stagione         | Squadra          | Comp             | Pres       | Reti       | Comp            | Pres            | Reti            | Comp               | Pres               | Reti               | Pres   | Reti   |
| ---------------- | ---------------- | ---------------- | ---------- | ---------- | --------------- | --------------- | --------------- | ------------------ | ------------------ | ------------------ | ------ | ------ |
| 1990-1991        | Perugia          | C1               | 2          | 0          | CI              | 0               | 0               | -                  | -                  | -                  | 2      | 0      |
| 1991-1992        | Perugia          | -                | -          | -          | -               | -               | -               | -                  | -                  | -                  | -      | -      |
| 1992-1993        | Perugia          | C1               | 16         | 0          | CI              | 3               | 0               | -                  | -                  | -                  | 19     | 0      |
| 1993-1994        | Perugia          | C1               | 33         | 0          | CI              | 2               | 0               | -                  | -                  | -                  | 35     | 0      |
| 1994-1995        | Parma            | A                | 8          | 0          | CI              | 4               | 0               | CU                 | 7                  | 0                  | 19     | 0      |
| 1995-1996        | Parma            | A                | 9          | 0          | CI              | 0               | 0               | CC                 | 0                  | 0                  | 9      | 0      |
| 1996-1997        | Perugia          | A                | 27         | 1          | CI              | 1               | 0               | -                  | -                  | -                  | 28     | 1      |
| Totale Perugia   | Totale Perugia   | Totale Perugia   | 78         | 1          |                 | 6               | 0               |                    | -                  | -                  | 84     | 1      |
| 1997-1998        | Sampdoria        | A                | 20         | 0          | CI              | 2               | 0               | -                  | -                  | -                  | 22     | 0      |
| 1998-1999        | Sampdoria        | A                | 27         | 0          | CI              | 2               | 0               | Int                | 2                  | 0                  | 31     | 0      |
| 1999-2000        | Sampdoria        | B                | 26         | 1          | CI              | 1               | 0               | -                  | -                  | -                  | 27     | 1      |
| 2000-2001        | Bologna          | A                | 25         | 0          | CI              | 2               | 0               | -                  | -                  | -                  | 27     | 0      |
| 2001-2002        | Bologna          | A                | 30         | 0          | CI              | 3               | 0               | -                  | -                  | -                  | 33     | 0      |
| 2002-2003        | Bologna          | A                | 31         | 0          | CI              | 1               | 0               | Int                | 6                  | 0                  | 38     | 0      |
| 2003-2004        | Parma            | A                | 32         | 0          | CI              | 1               | 0               | CU                 | 3                  | 0                  | 36     | 0      |
| Totale Parma     | Totale Parma     | Totale Parma     | 49         | 0          |                 | 5               | 0               |                    | 10                 | 0                  | 64     | 0      |
| 2004-2005        | Sampdoria        | A                | 24         | 1          | CI              | 2               | 0               | -                  | -                  | -                  | 26     | 1      |
| 2005-2006        | Sampdoria        | A                | 33         | 2          | CI              | 3               | 0               | CU                 | 3                  | 0                  | 39     | 2      |
| Totale Sampdoria | Totale Sampdoria | Totale Sampdoria | 130        | 4          |                 | 10              | 0               |                    | 5                  | 0                  | 145    | 4      |
| 2006-2007        | Bologna          | B                | 35         | 0          | CI              | 2               | 0               | -                  | -                  | -                  | 37     | 0      |
| 2007-2008        | Bologna          | B                | 36         | 0          | CI              | 2               | 0               | -                  | -                  | -                  | 38     | 0      |
| 2008-2009        | Bologna          | A                | 13         | 0          | CI              | 1               | 0               | -                  | -                  | -                  | 14     | 0      |
| Totale Bologna   | Totale Bologna   | Totale Bologna   | 170        | 0          |                 | 11              | 0               |                    | 6                  | 0                  | 187    | 0      |
| Totale carriera  | Totale carriera  | Totale carriera  | 427        | 5          |                 | 32              | 0               |                    | 21                 | 0                  | 480    | 5      |

### Cronologia presenze e reti in nazionale
| Cronologia completa delle presenze e delle reti in nazionale ― Italia | Cronologia completa delle presenze e delle reti in nazionale ― Italia | Cronologia completa delle presenze e delle reti in nazionale ― Italia | Cronologia completa delle presenze e delle reti in nazionale ― Italia | Cronologia completa delle presenze e delle reti in nazionale ― Italia | Cronologia completa delle presenze e delle reti in nazionale ― Italia | Cronologia completa delle presenze e delle reti in nazionale ― Italia | Cronologia completa delle presenze e delle reti in nazionale ― Italia |
| Data                                                                  | Città                                                                 | In casa                                                               | Risultato                                                             | Ospiti                                                                | Competizione                                                          | Reti                                                                  | Note                                                                  |
| --------------------------------------------------------------------- | --------------------------------------------------------------------- | --------------------------------------------------------------------- | --------------------------------------------------------------------- | --------------------------------------------------------------------- | --------------------------------------------------------------------- | --------------------------------------------------------------------- | --------------------------------------------------------------------- |
| 16-11-2003                                                            | Ancona                                                                | Italia                                                                | 1 – 0                                                                 | Romania                                                               | Amichevole                                                            | -                                                                     | 55’                                                                   |
| Totale                                                                |                                                                       | Presenze                                                              | 1                                                                     |                                                                       | Reti                                                                  | -                                                                     |                                                                       |

## Palmarès

### Club

#### Competizioni nazionali
- Campionato italiano Serie C1: 1

Perugia: 1993-1994 (girone B)

#### Competizioni internazionali
- Coppa UEFA: 1

Parma: 1994-1995